# Indoportuguès de Cannanore
L'indoportuguès de Cannanore és un crioll portuguès del grup dels criolls indoportuguesos parlat a la Costa de Malabar, a l'Índia. Aquesta llengua va ser formada a partir del contacte entre les llengües portuguesa i malaiàlam, usada per famílies indoportugueses, a la ciutat de Cananore (Kannur). Aquest crioll actualment ja està pràcticament extingit, fins a poc temps endarrere es jutjava que el crioll de Cananor ja estava totalment extint, no obstant això, una família formada per cinc persones encara conserva l'hàbit de parlar en aquesta llengua.
La presència de portuguesos era forta a Cannannore durant el 1500. Lourenço de Almeida, fill del virrei Francisco de Almeida va ser el líder d'una flota portuguesa. La seva flota va enfrontar la flota índia liderada pel Samorin a la batalla de Cannanore.